# Vildmarkssommar
Vildmarkssommar är en svensk-brittisk dramafilm från 1957 i regi av Bertil Haglund och Lars V. Werner. I rollerna ses bland andra Ulf Strömberg, Birger Åsander och Bo Ledin.

## Om filmen
Inspelningen ägde rum mellan maj och november 1956 i Vesterålen, Jokkmokk, Åre, Tarfaladalen, Sarek, Torne älv, Kalix älv och finska lappmarken norr om Rovaniemi. Filmen premiärvisades den 7 oktober på biografer i Boden, Jokkmokk, Kiruna, Piteå och Luleå. Den 85 minuter lång, i färg och barntillåten.

## Handling
En tid efter det stora krigets slut anländer en tonårig fripassagerare, Matti, med en kutter från England till den norska Lofoten-kusten och påbörjar en fotvandring ensam över fjällen mot den svenska gränsen.

## Rollista
- Ulf Strömberg – Matti
- Birger Åsander – Gunnars far
- Bo Ledin – Gunnar
- Birgitta Nilsson – Siv, hans syster
- Nils Jacob Stensland – Alf, norsk yngling
- Erik Ivar Kallok – Nutti, den svenske lappen
- Olli Keskitalo – den finske lappen
- Sylvi Seppälä	– Silkka

### Fotnoter
1. 1 2 3  ”Vildmarkssommar”. Svensk Filmdatabas. http://sfi.se/sv/svensk-filmdatabas/Item/?itemid=4542&type=MOVIE&iv=Basic&ref=/templates/SwedishFilmSearchResult.aspx?id%3d1225%26epslanguage%3dsv%26searchword%3dvildmarkssommar%26type%3dMovieTitle%26match%3dBegin%26page%3d1%26prom%3dFalse. Läst 11 april 2013.